# هیرویوکی آمانو
هیرویوکی آمانو (انگلیسی: Hiroyuki Amano؛ زادهٔ ۲۴ مارس ۱۹۷۰) بازیگر، صداپیشه، کارگردان فیلم، و منتقد سینما اهل ژاپن است.